# فيا 57 ويست
فيا 57 ويست  (بالإنجليزية: VIA 57 West) ويسوق بعبارة (VIΛ 57WEST) وهو الأسم للمبنى السكني المصمم بواسطة شركة مجموعة بيارك إنغلز الهندسية (بيغ) والتي مقرها في كوبنهاغن ونيويورك. البرج الهرمي الشكل ارتفاعه 142 متر (467 قدم) و 35 طابقاً، ويقع في غرب الشارع السابع والخمسين في هيلز كيتشن، مانهاتن، مدينة نيويورك[4].

## معرض الصور

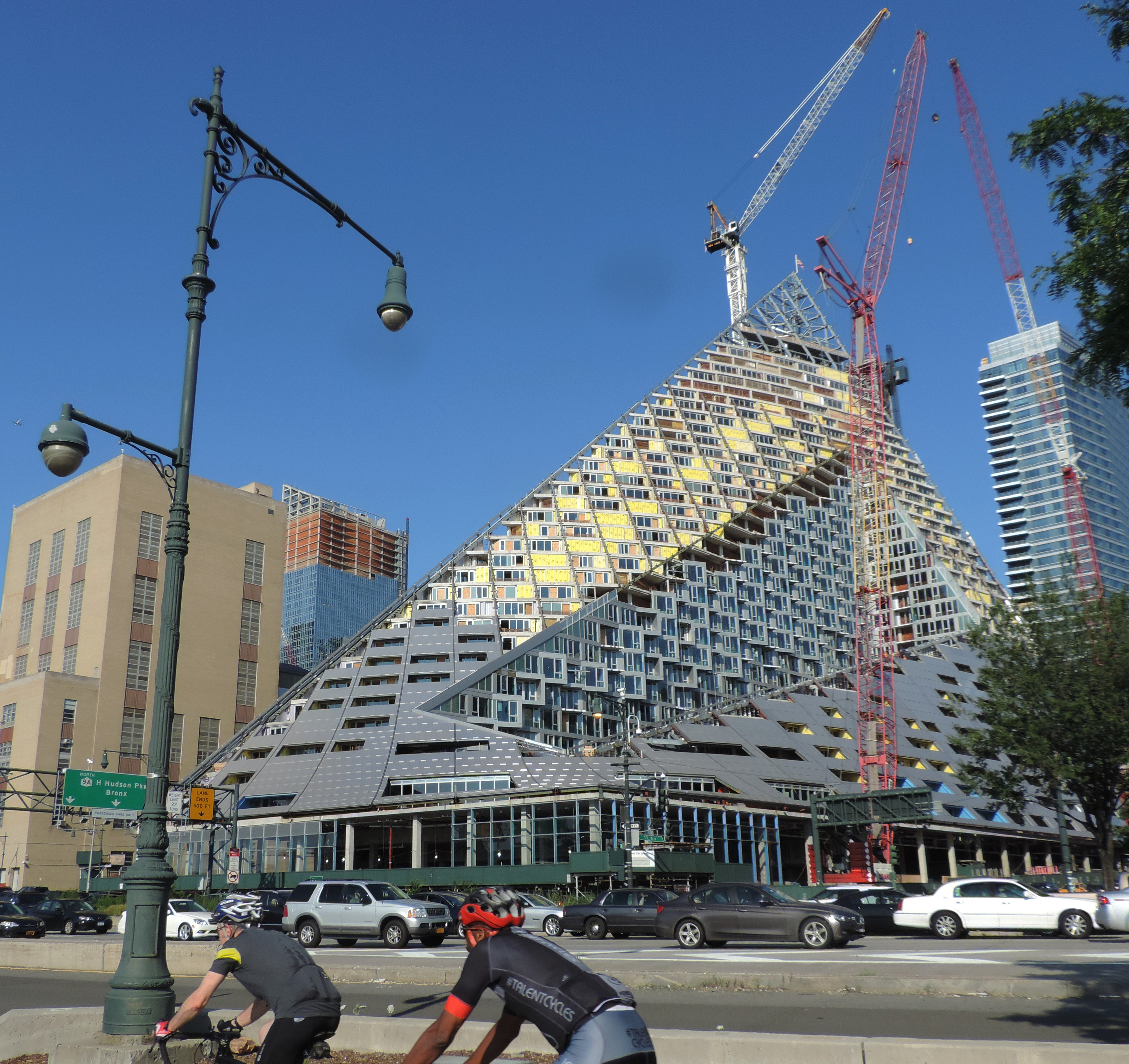
Under construction in July, 2015